# Polar Rose
Polar Rose var ett företag från Malmö i Sverige, som tillverkade ansiktsigenkänningsprogramvara. 
Polar Rose hade en tjänst som gjorde det möjligt för användare att namnge personer på sina bilder på fotodelningswebbplatser som Flickr och 23hq.com med sina Facebook-kontakter. Med sin ansiktsigenkänning kunde Polar Rose automatisk identifiera ansikten i foton och markera dem. Tjänsten avbröts den 6 september 2010 för att senare köpas av Apple Inc. för uppskattningsvis 25-29 miljoner USD.
Polar Rose-webbplatsen och relaterade tillägg för Firefox och Internet Explorer gjorde det möjligt för användare att markera ansikten med namn och hitta andra bilder på samma person. Den 20 maj 2009 avbröts dock användningen av insticksprogram till förmån för ett rent webbaserat gränssnitt.
Sök på Wikia hade integration med Polar Rose.
Polar Rose-grundaren Jan Erik Solem var företagets CTO medan den danska serieentreprenören Nikolaj Nyholm var VD. Efter förvärvet av Apple flyttade Solem till Kalifornien och arbetade för Apple fram till 2013.
Polar Rose tilldelades World Economic Forum Technology Pioneer Award 2008 och har vunnit andra utmärkelser som SIME:s bästa tekniska innovation 2007 och Red Herring Global 100-listan för 2007.